# Фторид гексаурана-калия
Фторид гексаурана-калия — неорганическое соединение,
двойной фторид калия и урана с формулой KU6F25,
кристаллы.

## Физические свойства
Фторид гексаурана-калия образует кристаллы
гексагональная сингония,
пространственная группа P 63/mmc,
параметры ячейки a = 0,818 нм, c = 1,642 нм, Z = 2;